# كيربي مينتر
كيربي مينتر (بالإنجليزية: Kirby Minter)‏ مواليد 23 نوفمبر 1929 في ماريتا - الوفاة 11 أغسطس 2009، كان لاعب كرة سلة أمريكي. بلغ طوله 6 قدم 6 بوصة (2.0 م). لعب مع منتخب بلاده وفاز ببطولة كأس العالم لكرة السلة 1954.

## الميداليات
| الميدالية | المسابقة                         |
| --------- | -------------------------------- |
| ذهبية     | بطولة كأس العالم لكرة السلة 1954 |

## روابط خارجية
- كيربي مينتر على موقع الاتحاد الدولي لكرة السلة (الإنجليزية)